# Lisburn and Castlereagh
Lisburn and Castlereagh är ett distrikt i Nordirland i Storbritannien. Huvudort är Lisburn. Distriktet bildades 2015 i samband med en distriktsreform genom en sammanslagning av distrikten Lisburn och Castlereagh.